# Hawela

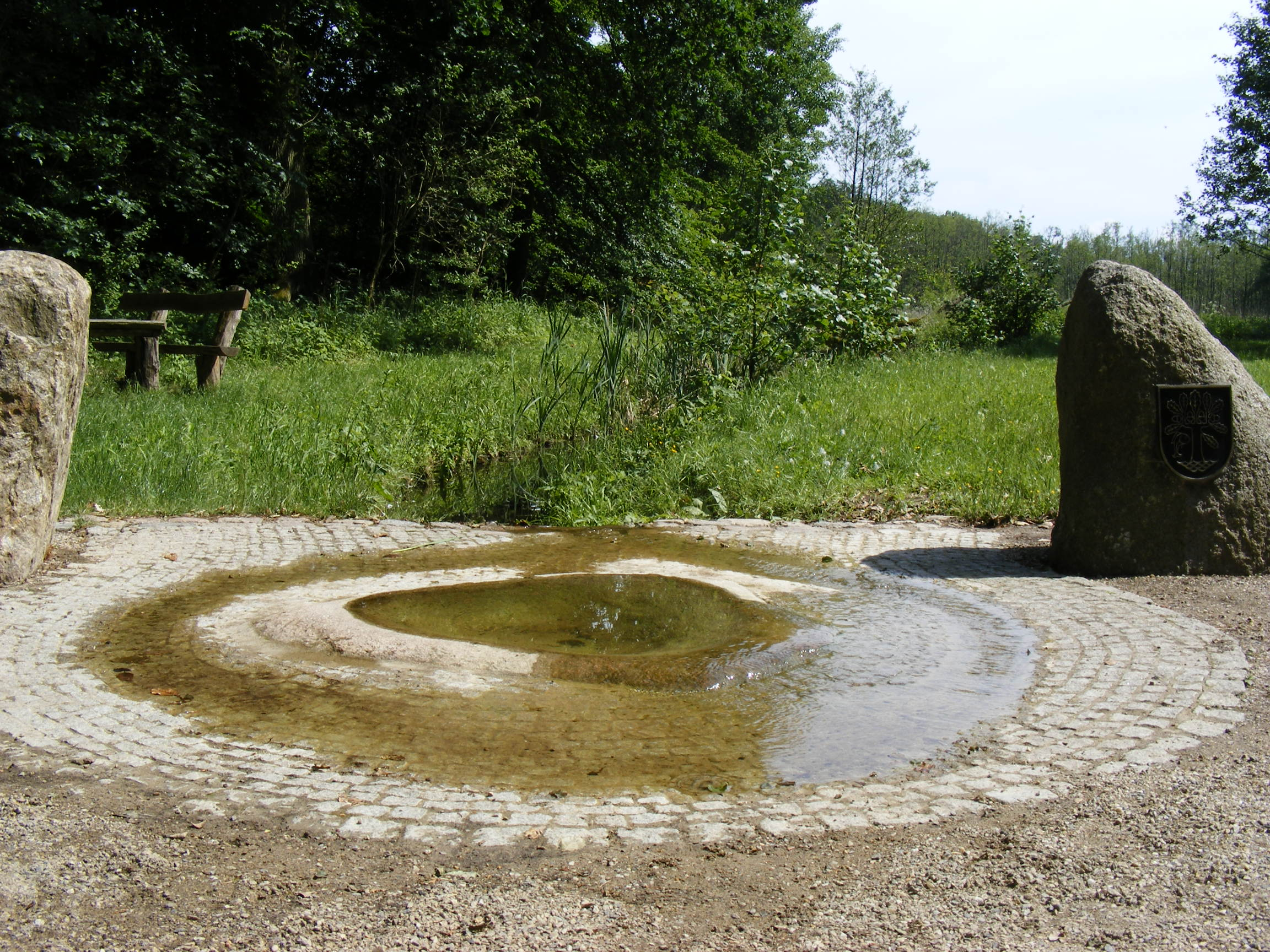
Źródło Haweli

Hawela (niem. Havel, cz. Havola, łuż. Habola, dawniej zwana Habola, Hobola lub Obła) – rzeka w Niemczech, prawy dopływ Łaby.
Wypływa z jeziora Dambeck (Pojezierze Meklemburskie), płynie na południe. Przepływająca przez liczne jeziora w górnym biegu, jest w związku z tym dość bogata w wodę i na niemal całej swojej długości jest żeglowna.
Górny odcinek Haweli stanowi, według niemieckiej klasyfikacji, drogę wodną górnej Haweli (Obere-Havel-Wasserstrasse) i jest szeroko wykorzystywany żeglugowo dla celów turystycznych, łączy Berlin z Pojezierzem Meklemburskim.  Na odcinku tym nad Hawelą leżą miasta Wesenberg, Fürstenberg/Havel, Zehdenick i Liebenwalde. Niedaleko od źródeł przez kanał Kammer Hawela łączy się z jeziorem Zierker See, nad którym leży Neustrelitz, a jezioro Ellbogensee, przez które Hawela przepływa, połączone jest z Wielkimi Jeziorami Meklemburskimi oraz rzeką Elde kanałem Müritz - Hawela. W dalszym biegu ma kilka żeglownych odgałęzień, którymi są jej dopływy: łączą one szlak wodny Haweli z Lychen, Rheinsbergiem i Templinem. Droga wodna górnej Haweli uregulowana jest jedenastoma śluzami.
Poniżej Zehdenick równolegle do Haweli płynie jej żeglowny kanał lateralny - kanał Voss, który w okolicach Liebenwalde łączy się z kanałem Odra - Hawela. Kanał ten, zbudowany w 1914 r., łączy Hawelę z Odrą; wcześniej łączył te rzeki zbudowany w 1605. r. i istniejący nadal Kanał Finow.
Od tego miejsca Hawela i jej kanały lateralne są ważną transportową drogą wodną, łączącą Szczecin oraz Berlin z Europą Zachodnią. Sama rzeka płynie równolegle do kanału Odra - Hawela (który częściowo jest jej kanałęm lateralnym) przez Oranienburg w kierunku Berlina. Zataczając łuk przekracza granice Berlina, gdzie łączy się z jej lewym dopływem Sprewą, również żeglowną i skręca na zachód. Na początku lat 50. wybudowano tu  Kanał Haweli celem udostępnienia pełnej drogi wodnej poza granicami Berlina Zachodniego, używany obecnie głównie przez jednostki towarowe jako skrót do omijania Berlina.
W rejonie Berlina i Poczdamu Hawela tworzy sieć dróg wodnych, gdyż jej naturalny nurt okrąża Poczdam i przepływa przez kilka jezior. Jednostki towarowe wykorzystują przede wszystkim sztuczny skrót o nazwie Sacrow - Paretzer Kanal. Szeroko rozlana Hawela, uregulowana jako droga wodna - ten odcinek nazywany jest Untere-Havel-Wasserstrasse (droga wodna dolnej Haweli) - przepływa przez Brandenburg. Zaraz za Brandenburgiem przepływa przez rozlewisko, które tworzy kilka połączonych jezior. Stamtąd kanałem Łaba - Hawela łączy się trzykrotnie (w różnych miejscach) z Łabą, a na wysokości Magdeburga przez akwedukt nad Łabą także z Kanałem Śródlądowym. 
Za wypływem Kanału Łaba - Hawela rzeka skręca na północ/północny zachód i płynie równolegle do Łaby, przepływa na tym odcinku przez miasta Premnitz i Rathenow. Ostatecznie uchodzi do Łaby koło Havelbergu. 
Długość Haweli wynosi 325 km, przy czym bieg rzeki zatacza koło i źródła Haweli od jej ujścia dzieli zaledwie około 80 km.

Powierzchnia dorzecza: 24,3 tys. km². Główny dopływ: Sprewa.

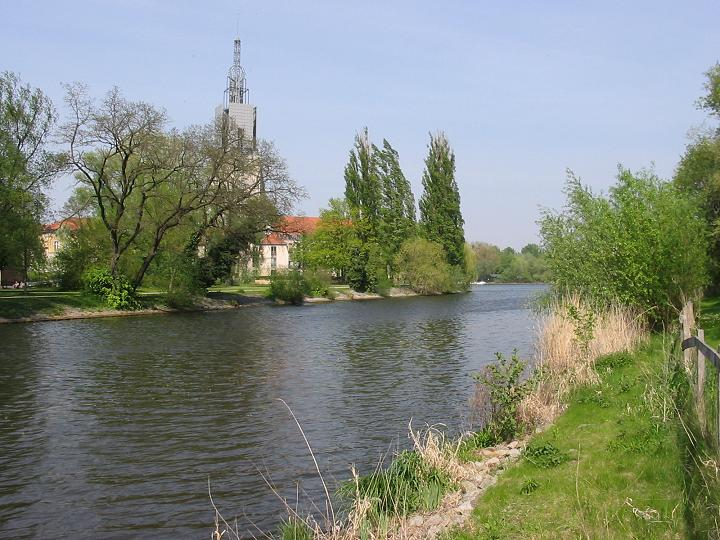
Hawela w Poczdamie, "Neue Fahrt"